# 維克托·薩夫羅諾夫
維克托·謝爾蓋耶維奇·薩夫羅諾夫（俄语：Виктор Сергеевич Сафронов，1917年10月11日—1999年9月18日）是一位蘇聯籍俄羅斯天文學家。他提出了行星形成的低質量星雲模型，以及行星如何在太陽周圍的氣體與塵埃星周盤內形成。

## 生平
薩夫羅諾夫於1917年生於大盧基。他於1941年畢業於莫斯科國立大學力學與數學系，再於1968年通過論文答辯獲得物理與數學科學博士學位。他的研究主要是行星天体演化学、天文物理學和地球物理學。
他在行星形成上的微行星理論至今仍廣被天文學家接受，雖然有一些替代理論出現（例如原行星盤的部分區域直接重力坍縮形成行星）。

## 榮譽與紀念
1983年由美國天文學家愛德華·包威爾發現的小行星3615以他的姓氏命名。薩夫羅諾夫的研究在BBC的紀錄片《The Planets》中被提及。

## 獎項
- 1974年蘇聯科學院奧托·施密特獎
- 1990年美國天文學會行星科學部傑拉德·柯伊伯獎

## 代表性著作
- Evolution of the Protoplanetary Cloud and Formation of the Earth and the Planets. Moscow: Nauka Press, 1969. Trans. NASA TTF 677, 1972.

## 外部連結
- List of Gerard Kuiper award recipients（页面存档备份，存于） at the website of American Astronomical Society
- （俄文） A short biography